# John Horam
John Rhodes Horam, né le 7 mars 1939 dans la Cité de Preston, est un homme politique au Royaume-Uni.
Il siège à la Chambre des communes en deux périodes distinctes entre 1970 et 2010, en tant que membre de trois partis politiques, notamment en tant que député conservateur pour Orpington jusqu'en 2010.
Le 4 septembre 2013, il est créé un pair de la vie avec le titre de baron Horam de Grimsargh dans le comté de Lancashire .

## Jeunesse
Horam est né à Preston, Lancashire. Il est allé à l'école indépendante Silcoates à Wakefield, Yorkshire de l'Ouest. Il fait ses études au St Catharine's College, Cambridge, où il étudie l'économie, obtenant une maîtrise en 1960. De 1960 à 1962, il est agent d'Étude de marché pour Rowntree's à York. Il est rédacteur de longs articles pour le Financial Times et The Economist, et un fondateur de CRU Group, une société d'analyse et de conseil en matières premières. Il est également le premier président de la Circle Thirty Three Housing Association, qui fait maintenant partie du Circle Group.

## Carrière parlementaire

### Travailliste
Horam se présente à Folkestone et Hythe en 1966, mais est battu par le sortant conservateur, Albert Costain.
Il est élu pour la première fois en tant que député de Gateshead West lors des élections générales de 1970 comme membre du Parti travailliste, et est secrétaire parlementaire au ministère des Transports sous Bill Rodgers dans le gouvernement Callaghan.

### SDP
Horam est l'un des premiers à quitter le Parti travailliste pour le SDP en 1981, ayant été de plus en plus inquiet par le virage à gauche des travaillistes. Horam quitte le Parlement après les élections générales de 1983, lorsque son siège est aboli et après avoir échoué à être élu comme social-démocrate dans la circonscription centrale de Newcastle.

### Conservateur
Horam rejoint le Parti conservateur peu avant les élections de 1987 et est élu au Parlement pour Orpington, en tant que conservateur en 1992 avec une majorité de 12 935 voix. En 1994, Horam est nommé ministre subalterne sous John Major au ministère de la fonction publique et des sciences au sein du Cabinet Office. Peu de temps après, Horam passe au ministère de la Santé où il est ministre subalterne pendant la durée du gouvernement Major. Horam obtient une certaine notoriété lors des élections générales de 1997, lorsqu'il est le premier membre du gouvernement à s'opposer publiquement à l'adhésion à une monnaie unique. Dans l'opposition, Horam est le premier président du comité spécial d'audit environnemental de la Chambre de 1997 à 2004. Aux élections générales de 2005, il l'emporte avec une majorité de 4 947 voix, une augmentation significative par rapport à sa courte victoire de seulement 269 voix en 2001 contre le libéral démocrate Chris Maines.
En 2003, il est l'un des rares députés conservateurs à avoir voté contre la participation de la Grande-Bretagne à la guerre en Irak. Il est membre du Comité restreint des affaires étrangères de 2005 à 2010. Il est également membre de l'exécutif du Comité 1922 de 2005 à 2008 et rédige le projet de loi original «Equal Votes», qui doit entrer en vigueur pour les élections générales de 2020.
Horam est le seul député à avoir siégé à la Chambre des communes en tant que membre de trois partis différents depuis la Seconde Guerre mondiale. De plus, il est le dernier des 29 députés qui ont rejoint le SDP en 1981 et 1982 à rester député.
Le 12 octobre 2009, Horam annonce son intention de se retirer aux élections générales de 2010 .
Le 4 septembre 2013, il est créé pair à vie avec le titre de baron Horam de Grimsargh dans le comté de Lancashire .
Aux Lords, il préconise un salaire décent, une augmentation du seuil de l'impôt sur le revenu, une meilleure formation professionnelle et plus d'apprentissages, plus d'aide pour le programme des familles en difficulté et une grande collecte de logements. En 2015, il est nommé à la sous-commission des affaires extérieures du Comité des Lords de l'Union européenne. Il exhorte l'UE à agir en tant qu'intermédiaire honnête entre la Russie et les États-Unis.
Membre du groupe européen conservateur, il est fermement pro-UE et pense que le Royaume-Uni maximise son influence et sa prospérité au sein de l'UE.

## Vie privée
Il épouse Judith Jackson en 1987. Elle a deux fils d'un précédent mariage.
En 2010, il est élu Fellow Commoner du St Catharine's College.